# 伊懋可
伊懋可（英語：John Mark Dutton Elvin, 1938年8月18日—2023年）是一位澳大利亚汉学家，主攻中国社会经济史和环境史。

## 生平
1938年出生于英国剑桥，父亲是英国教育理论家，毕业于牛津龍學校和剑桥大学国王学院。先后任教于格拉斯哥大学、牛津大學聖安東尼學院、巴黎高等师范学院和海德堡大学。1990年任教于澳大利亞國立大學担任亚太研究院中国史教授。曾提出高水平均衡陷阱理论解释工业革命为什么发生在欧洲而不是中国。

## 著作
- 《大象的退却》，江苏人民出版社，2014年12月，ISBN 9787214133090